# Džainizem
Džainizem je indijska religija, ki temelji neposredno od nauka Mahavire (599-527 pr. n. št.). Mnogi džaini menijo, da je religijo ustanovil Rišabadeva okoli leta 1500 pr. n. št.

## Pregled džainizma
Glavne osebnosti džainizma so Tirtankare. Džainizem se je razvil v tri različice: Digambaro, Švetambaro in Stanakavasis. Džaini verjamejo v ahimso, askezo karmo, samsaro in dživo. Glavno sveto besedilo džainizma je Sidhanta.
Džainizem je s šestimi milijoni privržencev med najmanjšimi glavnimi svetovnimi religijami - nekako na 10. mestu. Med njimi je 6.000 džainističnih redovnic in 2.500 menihov. Večina redovnic je članic Švetambare. (Mary Pat Fisher) V Indiji imajo džainisti eno od vodilnih vlog v gospodarstvu in politiki. Trg diamantov upravljajo korporacije, ki jih vodijo džaini. Džaini so bili pomembni v indijski kulturi, kjer so prispevali k indijski filozofiji, umetnosti, arhitekturi in znanosti. Politika Mohandása Karamčande »Mahatme« Gándhija je vodila do neodvisnosti Indije.
Džainizem si deli pojme s hinduizmom in budizmom, vendar gre svojo pot. Zaradi svojega prepričanjo o nenasilju gre džainizem prek vegetarijanstva, saj džainistična predpisana hrana izključuje korenasto zelenjavo. Prav tako veljajo za škodljiva nekatera druga živila. Pravoverni džaini ne jedo, pijejo ali potujejo po sončnem zahodu in vedno vstanejo pred sončnim vzhodom.
Džainizem kot religija omenja veliko znanstvenih pogledov, ki so jih nedavno tega odkrili zahodni znanstveniki. Ti obsegajo znanje o klicah in zamisel, da so 'žive'.

### Digambare in Švetambare
Dve glavni džainistični sekti izvirata iz dogodkov, ki so se zgodili okoli 200 let po smrti Mahavire. Vodja džainističnih menihov Badrabahu je napovedal dobo lakote in je vodil vse, ki so mu sledili (okoli 12.000 ljudi) v Južno Indijo. Dvanajst let kasneje so se vrnili, medtem pa se je razvila sekta Švetambara. Badrabahujevi častilci so postali znani kot Digambare.
Znak džainizma vsebuje svastiko (卐) in roko.